# Чапыга

Чапыга — река в России, протекает в Шарьинском районе Костромской области. Устье реки находится в 515 км по правому берегу реки Ветлуги. Длина реки составляет 14 км.
Исток реки находится в заболоченном лесу к юго-востоку от посёлка Шекшема. Река течёт на юго-восток по ненаселённому лесу, впадает в старицу Ветлуги в 10 км к юго-западу от города Шарья.

## Данные водного реестра
По данным государственного водного реестра России относится к Верхневолжскому бассейновому округу, водохозяйственный участок реки — Ветлуга от истока до города Ветлуга, речной подбассейн реки — Волга от впадения Оки до Куйбышевского водохранилища (без бассейна Суры). Речной бассейн реки — (Верхняя) Волга до Куйбышевского водохранилища (без бассейна Оки).
По данным геоинформационной системы водохозяйственного районирования территории Российской Федерации, подготовленной Федеральным агентством водных ресурсов:
- Код водного объекта в государственном водном реестре — 08010400112110000041769
- Код по гидрологической изученности (ГИ) — 110004176
- Код бассейна — 08.01.04.001
- Номер тома по ГИ — 10
- Выпуск по ГИ — 0